# Hernyóselyemfa
A hernyóselyemfa (brazíliai kapokfa, Ceiba speciosa, régebben: Chorisia speciosa) a mályvafélék (Malvaceae) családjában a majomkenyérfa-félék (Bombacoideae) egyik faja.

## Származása, elterjedése
Brazília és Argentína ligetes szavannáiról származik, de számos trópusi, illetve szubtrópusi éghajlatú területre betelepítették, egyebek közt Dél-Kaliforniába is. Madeira déli partvidékén (350 m magasságig) kertekben, parkokban nő.

## Megjelenése, felépítése
Mintegy 15–18 m magasra növő törzséből jellegzetes, kúpos, hegyes tövisek állnak ki. Az idősebb példányok törzse alul palackszerűen kiszélesedik; körmérete elérheti a 9 m-t.
Világoszöld levelei tenyeresen, 5–7 levélkéből összetettek. Gyümölcseit fehér, gyapotra, illetve selyemre emlékeztető szálak tömkelege tölti ki. A szálak végén egy-egy kis, fekete mag ül.

## Életmódja, élőhelye
A jó vízvezető talajt, a ritka, de bőséges csapadékot kedveli. Fiatalon oszlopos termetű és gyorsan (évente 1–1,5 m-t) nő; ahogy idősödik, úgy lassul növekedése és terebélyesedik koronája.
Leveleit tavasszal hullatja el. 7–8 cm átmérőjű, ötszirmú, lilásrózsaszín, középen barnával pettyezett csontszínű virágai lombosodás előtt nyílnak. Röpítőszőrös magvait a szél hordja szét.
Tűző napra is ültethető. Mérsékelten fagyérzékeny; az idősebb példányok akár -7 °C-os hideget is kibírnak.
Szeptembertől októberig virágzik. Magról szaporítható.

## Felhasználása
Dísznövénynek ültetik. Selymével időnként párnákat töltenek.

## Képek

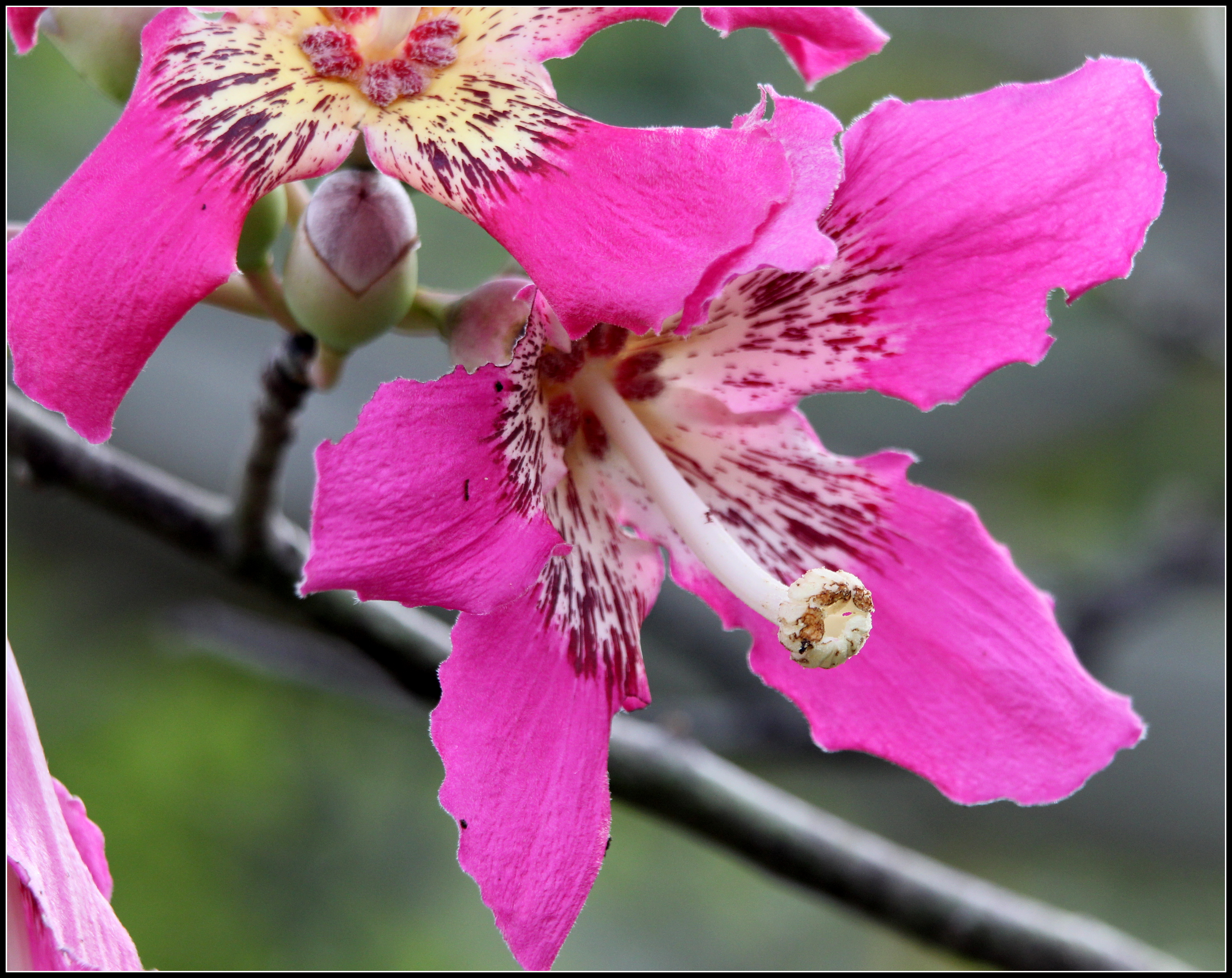
Virága
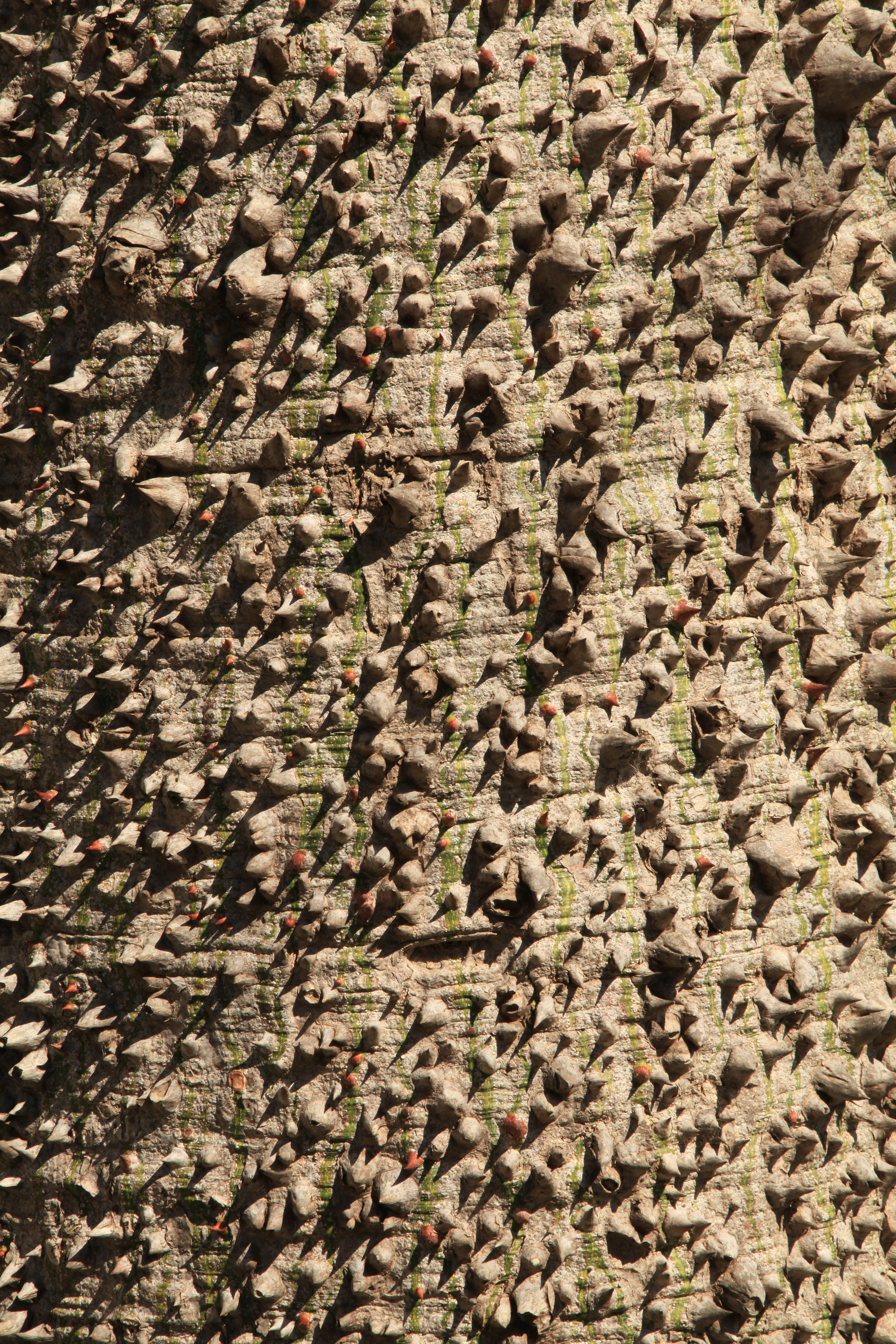
Tüskés törzse
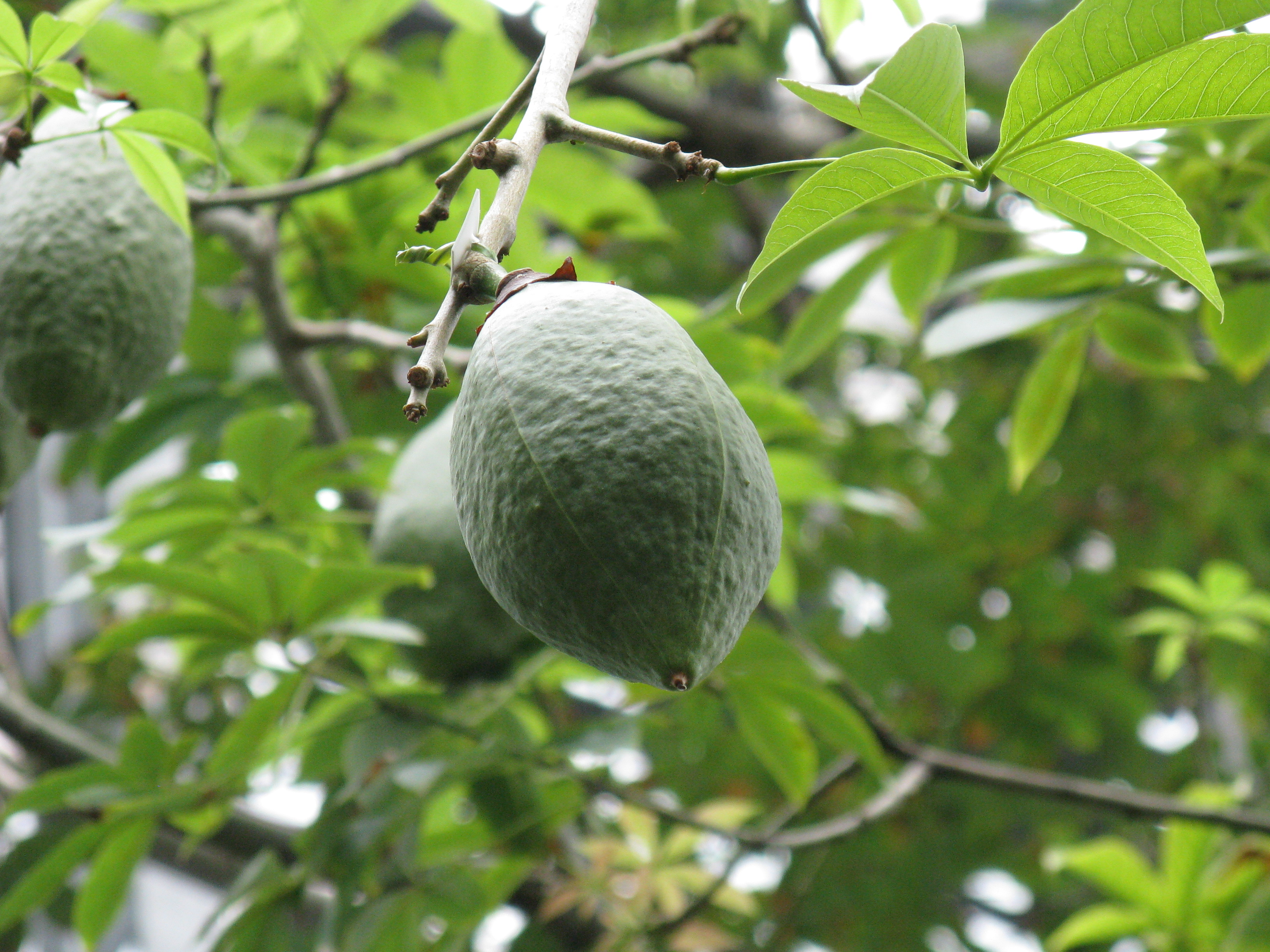
Termése
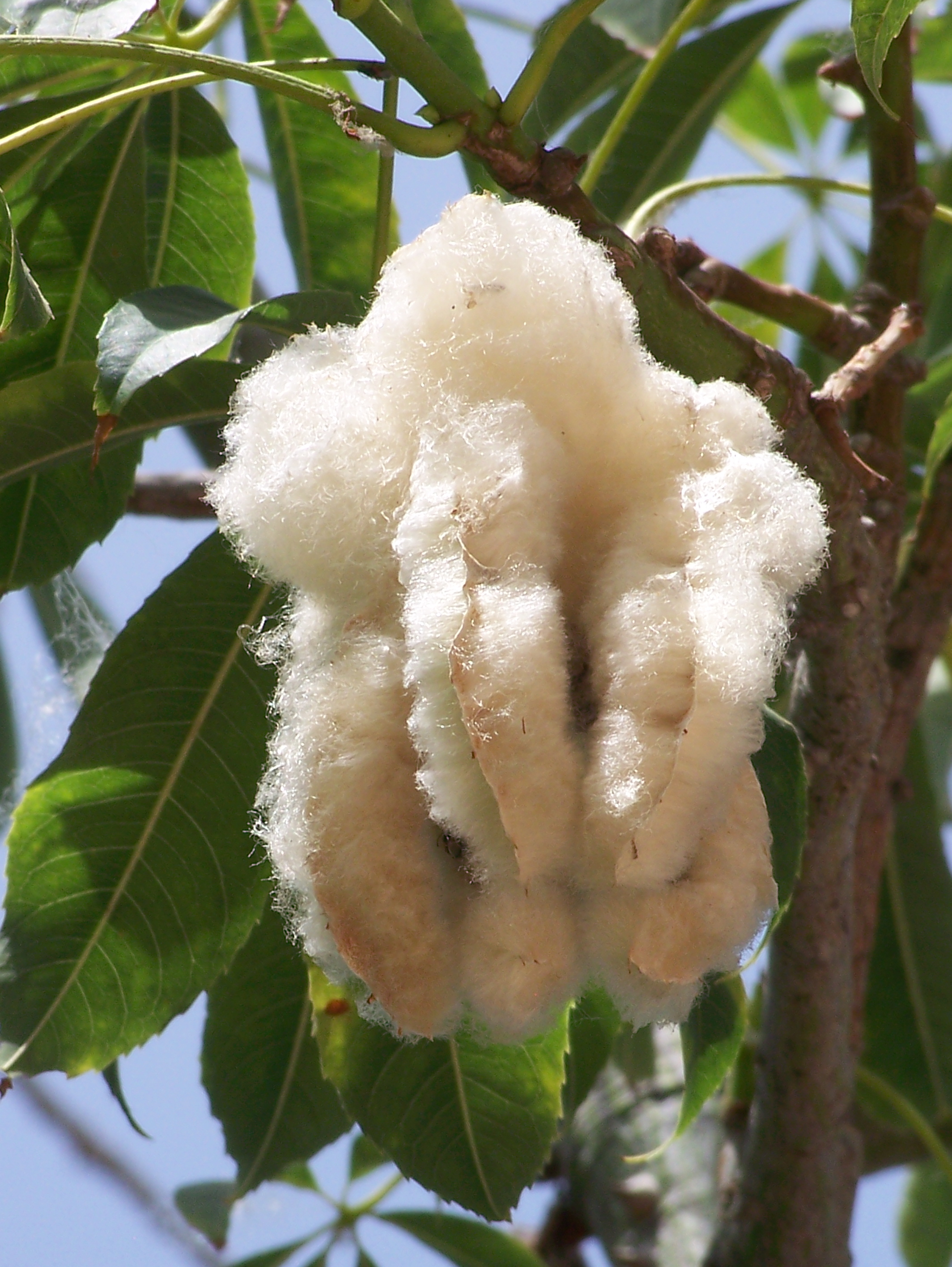
Selymes csomói
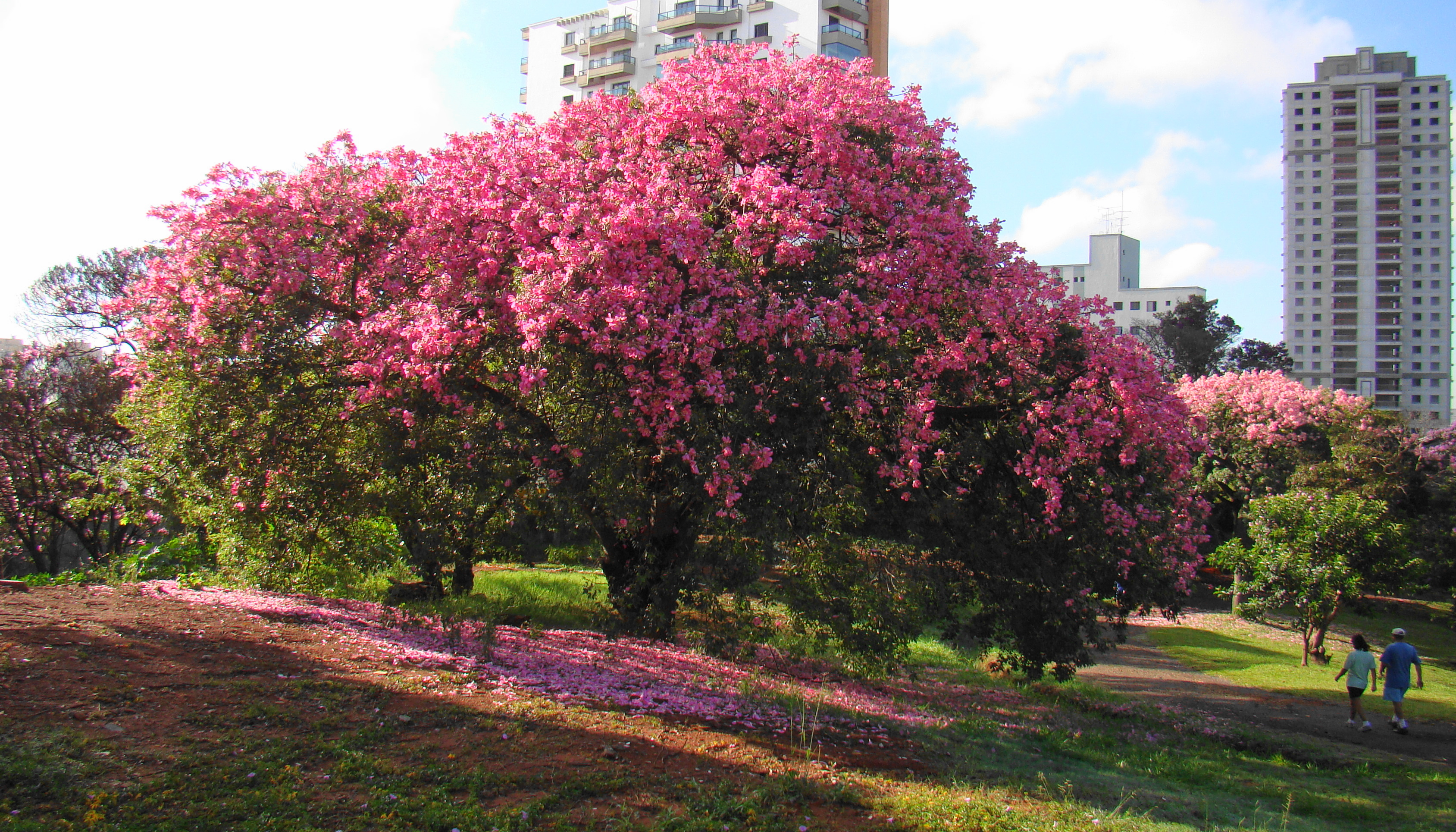
Virágbaborult példánya, São Paulo